# Рева Артур Дмитрович
Арту́р Дми́трович Ре́ва (17 січня 2002, Жовтневе, Сумська область — 17 листопада 2023, Кліщіївка, Донецька область) — український війсковослужбовець, учасник російсько-української війни.

## Біографія
Народився 17 січня 2002 року в селі Курилівка Конотопського району Сумської області. Навчався в місцевій школі, яку закінчив 2019 року. Потім вчився в Конотопському індустріально-педагогічному фаховому коледжі.
Під час російського вторгнення в Україну був навідником штурмового відділення штурмового взводу штурмової роти штурмового батальйону 5-ї окремої штурмової бригади.
Загинув 17 листопада 2023 року на Донеччині.

## Нагороди
- Орден «За мужність» III ступеня (26 лютого 2025, посмертно) — за особисту мужність, виявлену у захисті державного суверенітету та територіальної цілісності України, самовіддане виконання військового обов'язку[6].

## Вшанування
15 липня 2025 року в селі Курилівка було відкрито меморіальні дошки трьом воїнам серед яких і Артур Рева.